# Anju Jason
Anju Jason (* 21. November 1987) ist ein marshallischer Taekwondoin.

## Karriere
Jason war der erste Athlet in der olympischen Geschichte der Marshallinseln, der sich für Olympische Spiele qualifizieren konnte. Bei den Sommerspielen 2008 in Peking belegte er im Weltergewicht den 11. Rang.